# Фейжоада
Фейжоада (на португалски: feijoada) е бразилско и португалско ястие. Много популярно е и в Макао, Ангола и Мозамбик. В Бразилия се счита от мнозина за национално ястие.
Името идва от feijão, което е фасул на португалски. Представлява яхния с фасул, телешко и свинско месо. Приготвя се на слаб огън, бавно, в дебел глинен съд.
Обикновено се сервира с бял ориз като гарнитура. Също така е подходящо с бира, кашаса или кайпириня. Консумира се само по обяд и то един-два пъти в седмицата (обкновено сряда и събота), тъй като е сравнително тежка храна.